# Кирилівська вулиця (Київ)
Кири́лівська ву́лиця — вулиця в Подільському, Оболонському і Шевченківському районах міста Києва, місцевості Поділ (Плоське), Куренівка. Пролягає від Ярославської до Білицької вулиці. Вулицею частково проходить межа між Подільським і Оболонським та між Подільським і Шевченківським районами.
Прилучаються Щекавицька вулиця, Ромський провулок, вулиці Введенська, Оболонська, Нижньоюрківська, Юрківська, Оленівська, Мильний провулок (двічі), Заводська вулиця, Богуславський узвіз, вулиці Миколи Кравченка, Вікентія Хвойки, узвози Смородинський, Подільський, вулиці Тульчинська, Троїцько-Кирилівська, Олени Теліги, Куренівський парк, вулиці Петропавлівська, Рилєєва, проспект Степана Бандери, Куренівська вулиця, Цукровий провулок, Сирецька вулиця, Петропавлівська площа і Бондарський провулок. Продовженням вулиці у бік площі Тараса Шевченка є Вишгородська вулиця.

## Історія
Вулиця відома від XVII століття як незабудований шлях від Подолу до Куренівки та Пріорки у бік Вишгорода. З XVIII століття фігурувала під назвою Пло́ська (Пло́сська; від історичної місцевості Плоське, через яку вона проходить).
У 1869 році отримала назву Кири́лівська, від Кирилівського монастиря, до якого вона прямує (заснований у XII столітті, його головна церква нині розташована по вулиці Олени Теліги № 12). Простягалася до колишньої Кирилівської площі (знаходилася між теперішніми Кирилівською та Тульчинською вулицями і Подільським узвозом).
Не пізніше 1930 року була перейменована на вулицю Фрунзе, на честь радянського військового діяча Михайла Фрунзе.
1939 року до неї було приєднано Куренівську вулицю (відома від 2-ї половини XIX століття як центральна дорога Куренівки, у 1937–1939 роках — вулиця ім. Єжова, на честь наркома внутрішніх справ СРСР Миколи Єжова) і частину Вишгородської вулиці (від теперішньої Петропавлівської площі до Білицької вулиці), після чого вулиця досягла нинішніх розмірів. Назву вулиці було підтверджено 1944 року.
У другій половині XIX століття частина вулиці між Оленівською вулицею та Куренівкою почала забудовуватись переважно промисловими підприємствами — тут виникли цегельні, цементний завод «Фор» (його співвласником був В. В. Городецький; тепер тут шиферний завод, садиба № 102), існували великі пивзаводи М. В. Ріхерта (садиба № 35, поруч був цегельний завод того самого власника), М. Г. Хрякова (садиба № 40), дріжджо-винокурне підприємство (згодом — Хлібзавод № 7). У радянські часи промислова зона на цьому відтинку вулиці стала ще більшою, поглинувши всю житлову забудову між Подолом і Куренівкою. Станом на 1985 рік тут діяли такі підприємства: завод столових екстрактів (№ 35), фабрика художньої галантереї (№ 39), дослідно-експериментальний механічний завод (№ 40), пивоварний завод № 2 (№ 41), завод молочної кислоти (№ 53), хлібозавод № 7 (№ 65), експериментальний механічний завод (№ 69), хіміко-фармацевтичний завод імені  М. В. Ломоносова (№ 74), комбікормовий завод (№ 98), комбінат азбоцементних виробів (№ 102), дослідний завод «Еталон» (№ 104) та ін.
У 1891 році вулицею прокладено одну з двох ліній кінного трамвая, влаштоване Троїцьке трамвайне депо. Електрифікована у 1896 році, трамвайна лінія пролягає тут і дотепер, залишаючись таким чином найдавнішою трамвайною лінією міста. Тут курсують трамвайні маршрути № 11, 12, 16, 19.
У листопаді 2011 року на сесії Київради розглядалося питання про повернення вулиці Фрунзе історичної назви Кирилівська, однак необхідної кількості голосів проєкт не набрав.
Історичну назву вулиці було відновлено рішенням Київської міської ради КМДА № 8/873 від 22 січня 2015 року.
14 березня 2022 року будинки №№ 115, 115/1 і 117 зазнали пошкоджень (вибито шибки, пошкоджено фасади) через падіння уламків російської крилатої ракети під час повномасштабного вторгнення РФ в Україну. Унаслідок падіння фрагмента ракети загинула одна людина, на проїзній частині вулиці перед будинком № 115/1 утворилася вирва. Було майже повністю знищено тролейбус, що стояв на розі вулиць Кирилівської і Рилєєва, істотно пошкоджено торговельні кіоски та зупинки громадського транспорту в радіусі 50 м, обірвано контактну тролейбусну мережу на відтинку від проспекту Степана Бандери до Петропавлівської вулиці (відновлено 10 липня 2022 року).

## Установи та підприємства
- Спеціалізована загальноосвітня школа № 17 з поглибленим вивченням математики (заснована 1938 року[14]; буд. № 8)
- Державний університет інфраструктури та технологій (буд. № 9)
- АТ «Український НДІ авіаційної технології» (УкрНДІАТ), ПрАТ Авіакомпанія «Українські вертольоти» (буд. № 19-21)
- Група 1+1 Медіа, студія 1+1 (буд. № 23)[15]
- ПрАТ «Пивзавод на Подолі» (не працює з 2014), Музей сучасного мистецтва України, танцювальний клуб К41 (буд. № 41)
- Київський міський психоневрологічний диспансер № 3 (буд. № 51)
- КТ «Київська нотна фабрика» (буд. № 51-А)
- ПрАТ «Київський шовковий комбінат» (№ 60)
- Публічне акціонерне товариство «Фармак» (буд. № 63)[16]
- Головний офіс ВВЦО «Бойове братерство України» (буд. № 63-Д)
- Центр сучасного мистецтва «Хлєбзавод», колишня ґуральня (дріжджовинокурня) Й. Менцера, за часів СРСР — хлібзавод № 7 (буд. № 65-б)
- ВАТ «1-й київський авторемонтний завод» (КАРЗ-1), ТОВ «Поділ-бізнес-парк» (буд. № 80)
- ПрАТ «Київський меблевий комбінат» (буд. № 82)
- Державна компанія «Укрінтеренерго», Почесне консульство Республіки Болівія (буд. № 85)
- Спеціалізована школа № 114 з поглибленим вивченням англійської мови (буд. № 87/89); відкрита 1954 року в спеціально зведеній для неї чотириповерховій будівлі, у 2010 році зачинена «через аварійний стан», планується повний демонтаж споруди[17]
- ТОВ «Шиферний завод», Медичний центр «МедіАн», Торгово-виставковий центр «Wizard» (буд. № 102)
- Психоневрологічна міська клінічна лікарня № 1 (буд. № 103)
- Стадіон «Спартак» (буд. № 105)
- Київська міська клінічна лікарня № 15, стаціонар № 2 (буд. № 107)
- Центральна районна бібліотека імені Івана Франка (буд. № 117)
- Стоматологічна поліклініка Подільського району (буд. № 119/1)
- Подільське трамвайне депо (садиба № 132)
- Київська макаронна фабрика (№ 142), діє з 1956 року на базі цукрозаводу графа Ксаверія Владислава Браницького
- Відділення «Укрпошти» № 04073 (буд. № 152)
- Київське спеціалізоване підприємство «Пожтехніка» (буд. № 152-А)
- ПАТ «Завод КІНАП» (буд. № 160)

## Пам'ятки археології, історії та архітектури
- № 2/9 — прибутковий будинок (1886, арх. А. K. Краусс), характерний зразок архітектури Подолу кінця 19 століття, пам'ятка містобудування та архітектури місцевого значення[18]
- № 8/6 — церква Святих Костянтина та Олени (1734, добудова дзвіниці 1747—1757 за проєктом І. Г. Григоровича-Барського; збереглася в понівеченому вигляді частина пам'ятки — Димитріївська церква), пам'ятка архітектури національного значення (з 1963 р.)[19]
- № 9/3 — печерне житло, підземні споруди II-XVIII ст., пам'ятка археології місцевого значення[20]
- № 9/3 — будинок Київського річкового училища (1951—1953), пам'ятка архітектури місцевого значення[21]
- № 11 — житловий будинок (1889 р.), пам'ятка архітектури місцевого значення[22]
- № 35 — пивоварний завод Михайла Ріхерта (1892—1895, архітектор В. М. Ніколаєв, реконструкція з прибудовою північно-східного крила 1908—1909 за проєктом М. М. Казанського), пам'ятка архітектури місцевого значення (з 1986 р.)[23]
- № 41 — споруди Київського пивоварного заводу, згодом — пивзавод № 2, «Пивзавод на Подолі» (остання третина XIX ст.)
- № 59—61 — Кирилівська стоянка первісних людей епохи палеоліту, відкрив і дослідив Вікентій Хвойка 1893 року, пам'ятка археології національного значення (була розкопана також на території №№ 63, 65)
- № 59—63 — хірургічна лікарня Зайцевих, згодом — пологовий будинок Подільського району (основний корпус — 1897 р., архітектор К. Ф. Шиман; притулок для старих — 1911 р., імовірно, за проєктом Е. П. Брадтмана), пам'ятки містобудування та архітектури[24]
- № 64-А — фабрика кахляних виробів Йосафата Андржейовського (Анджеєвського) та Єви Куликовської (1879 р., архітектор Р. Г. Тустановський, прибудова 1896 р. за проєктом К. Л. Іваницького), пам'ятка історії та архітектури національного значення, перебуває в напівзруйнованому стані[25]
- № 103-А — Кирилівська церква (ХІІ ст. з пізнішими перебудовами) та комплекс споруд Кирилівського монастиря XI-XIX ст. (офіційна адреса: вул. Олени Теліги, 12)
- № 103-А — Кирилівська лікарня, комплекс пам'яток історії та архітектури XIX-ХХ ст.
- № 107 — комплекс середньовічного печерного монастиря в садибі Кирилівської церкви (ХІ-XII ст.), пам'ятка археології[26]
- № 125 — колишнє кафе «Пінгвін», споруджене 1972 року у стилі американських роудхаусів авральними темпами до планованого приїзду президента США Річарда Ніксона на Куренівку й Пріорку[27]
- № 164 — Комплекс будівель Міського училища імені Сергія Грушевського (1910—1911, архітектори Едуард Брадтман, Василь Кричевський), на фасаді — анотаційна дошка С. Ф. Грушевському

### Втрачені пам'ятки
- № 51-А — споруди православного монастиря Святого Миколи Йорданського (Микільсько-Йорданський монастир; існував у 1616—1803 рр.). У 1885 (за іншими даними — 1886) тут освячено мурований храм в ім'я того ж святого (церкву закрито 1935 року й згодом розібрано). Нині на місці Микільсько-Йорданського монастиря — корпуси Київської нотної фабрики.

## Пам'ятники
- Пам'ятний знак електротранспортникам, які загинули під час Куренівської катастрофи, вул. Кирилівська, 132.

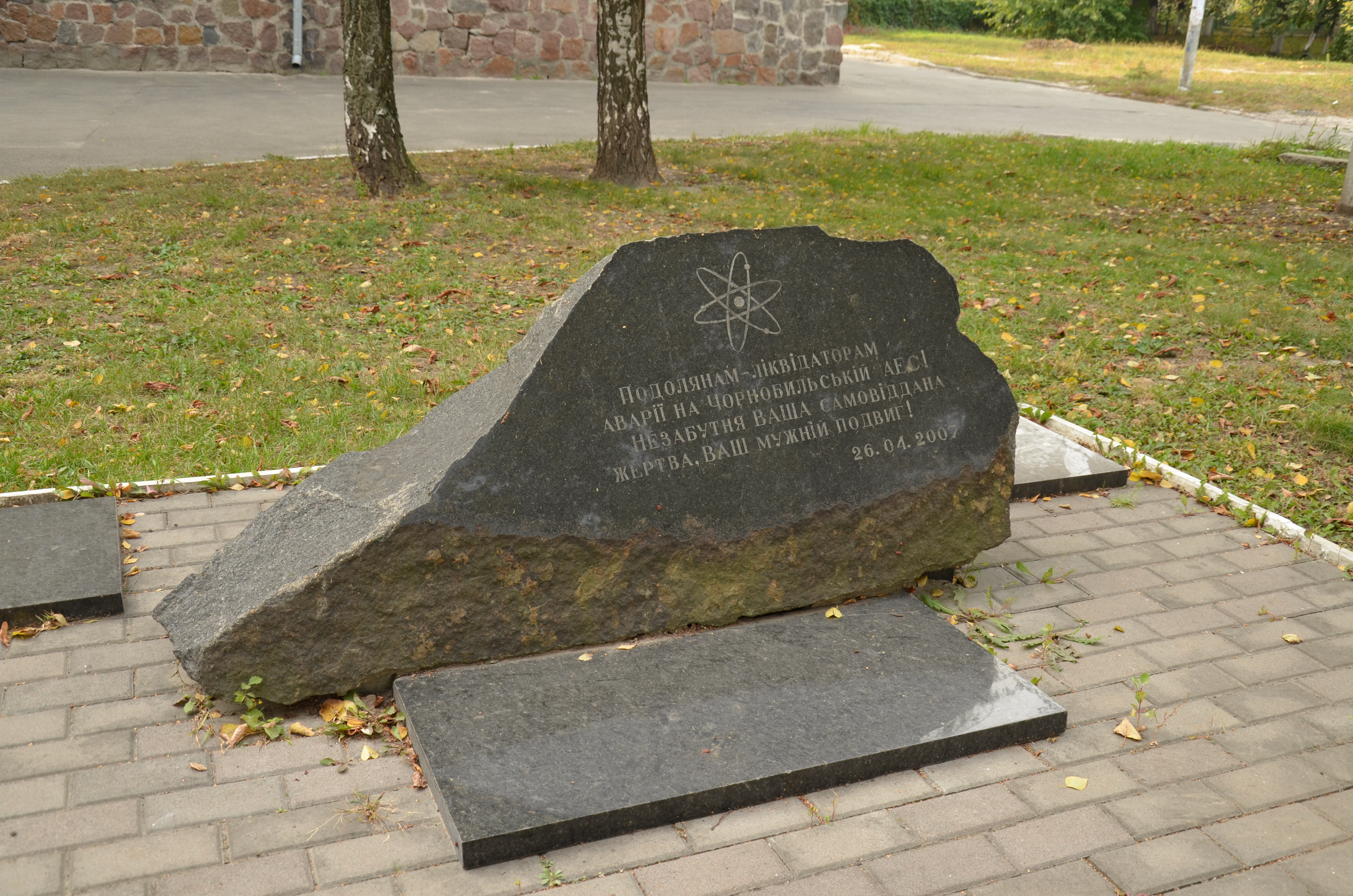
Подолянам-ліквідаторам
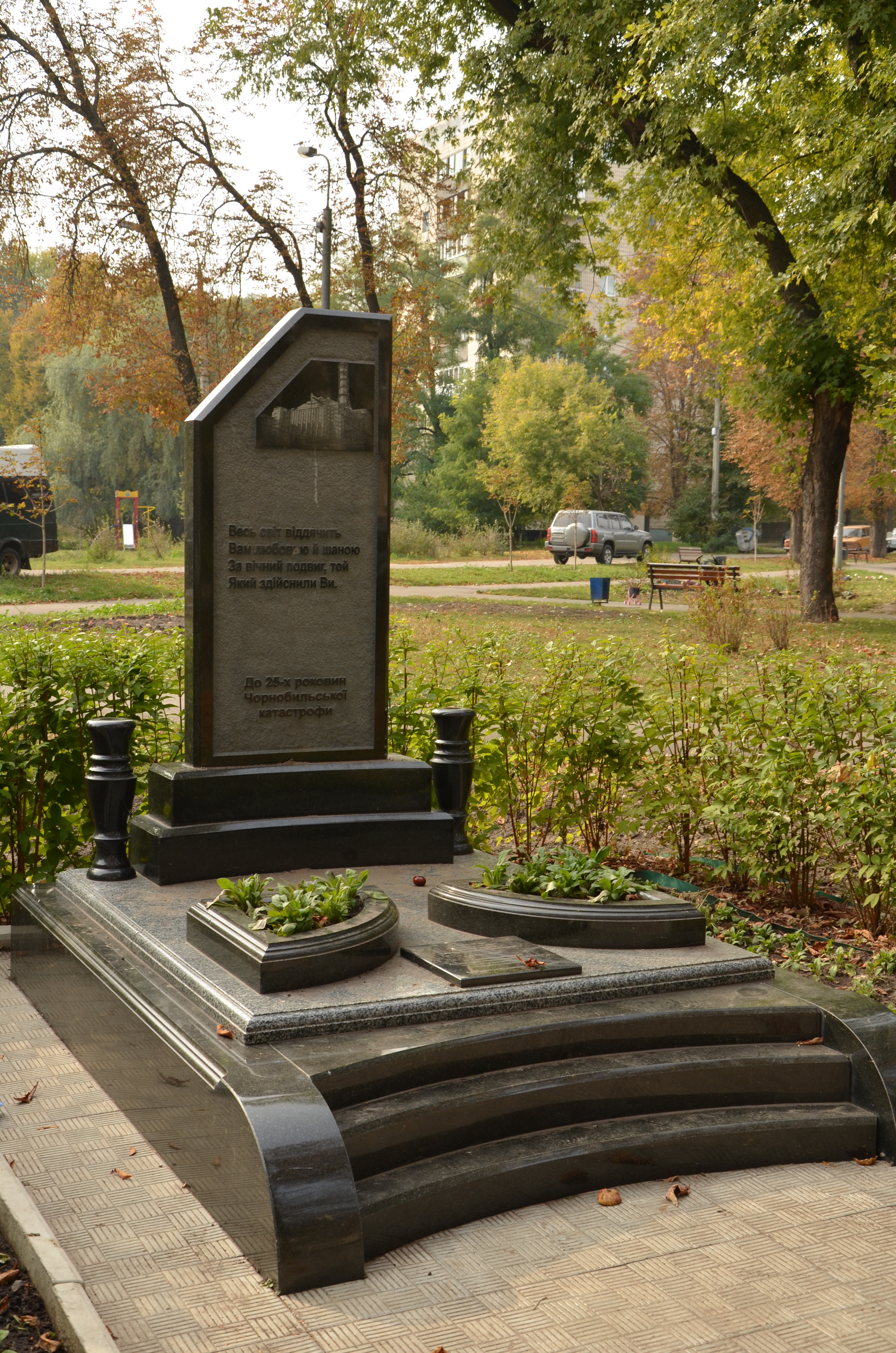
До 25-х роковин Чорнобильської катастрофи
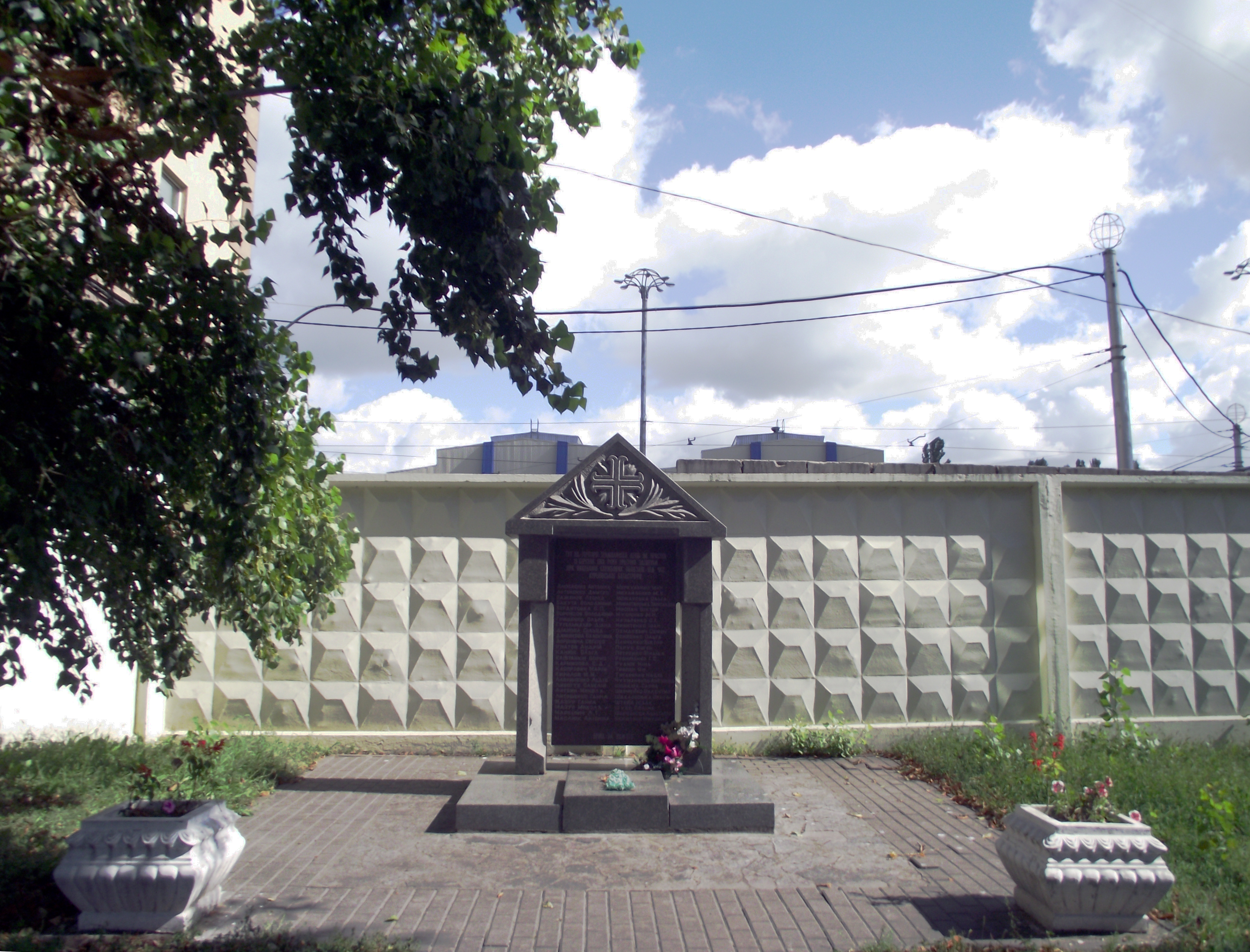
Пам'ятний знак електротранспортникам, які загинули під час Куренівської катастрофи
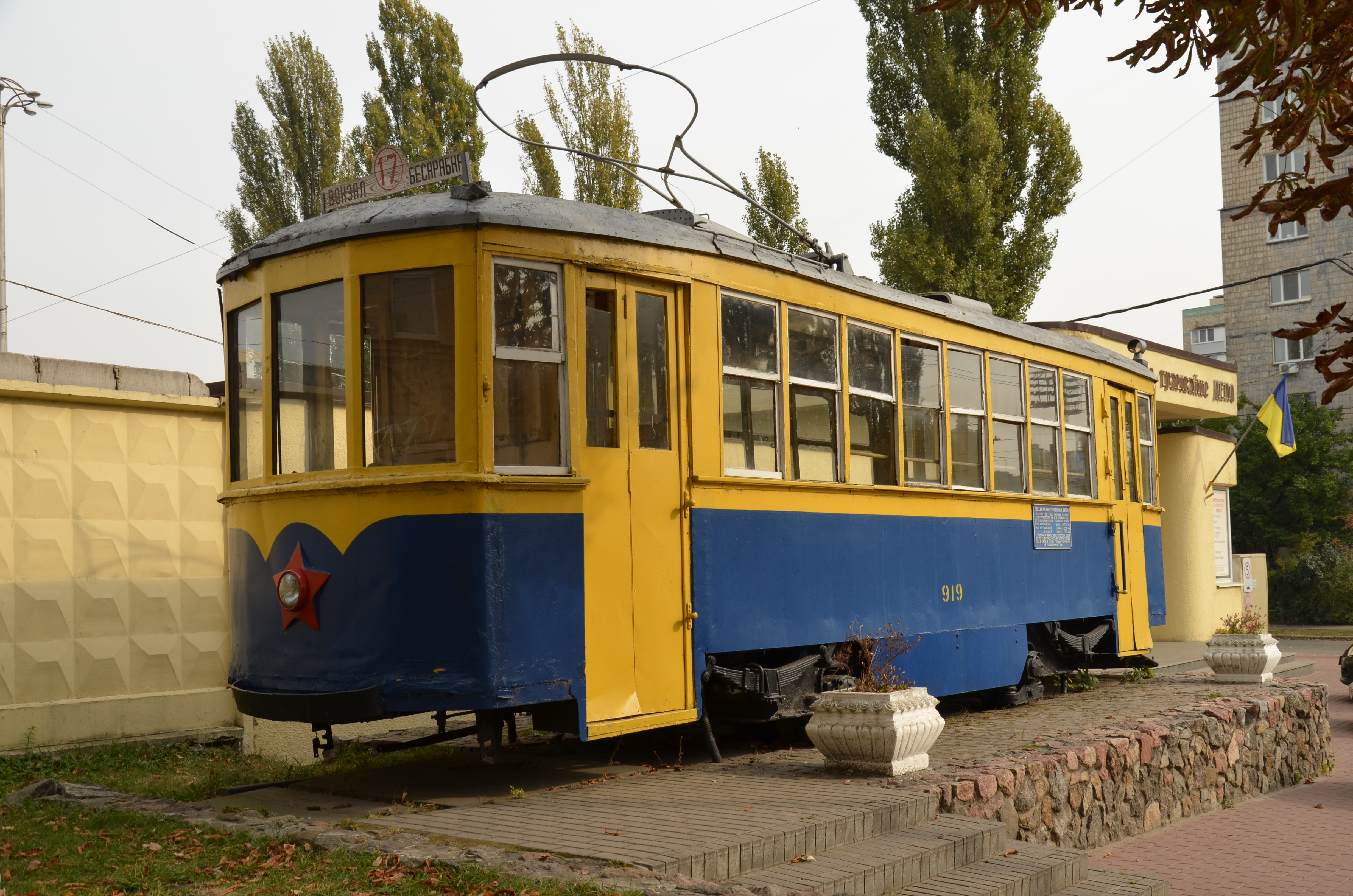
Пам'ятник київському трамваю, 1928 року випуску (1987, демонтований 2015 і переміщений до музею[28])

## Зображення

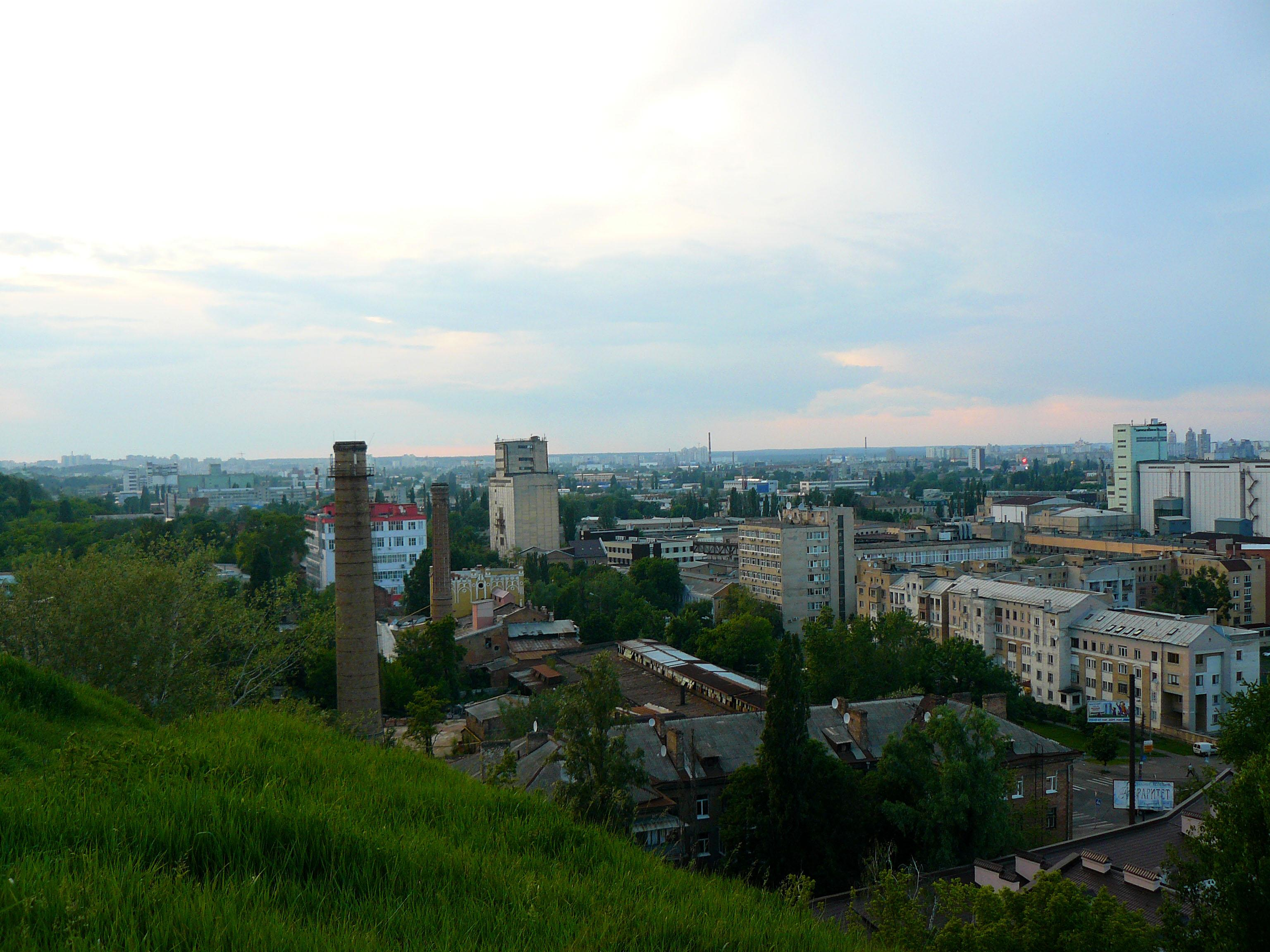
Початок Кирилівської вулиці. Вигляд з гори Щекавиці
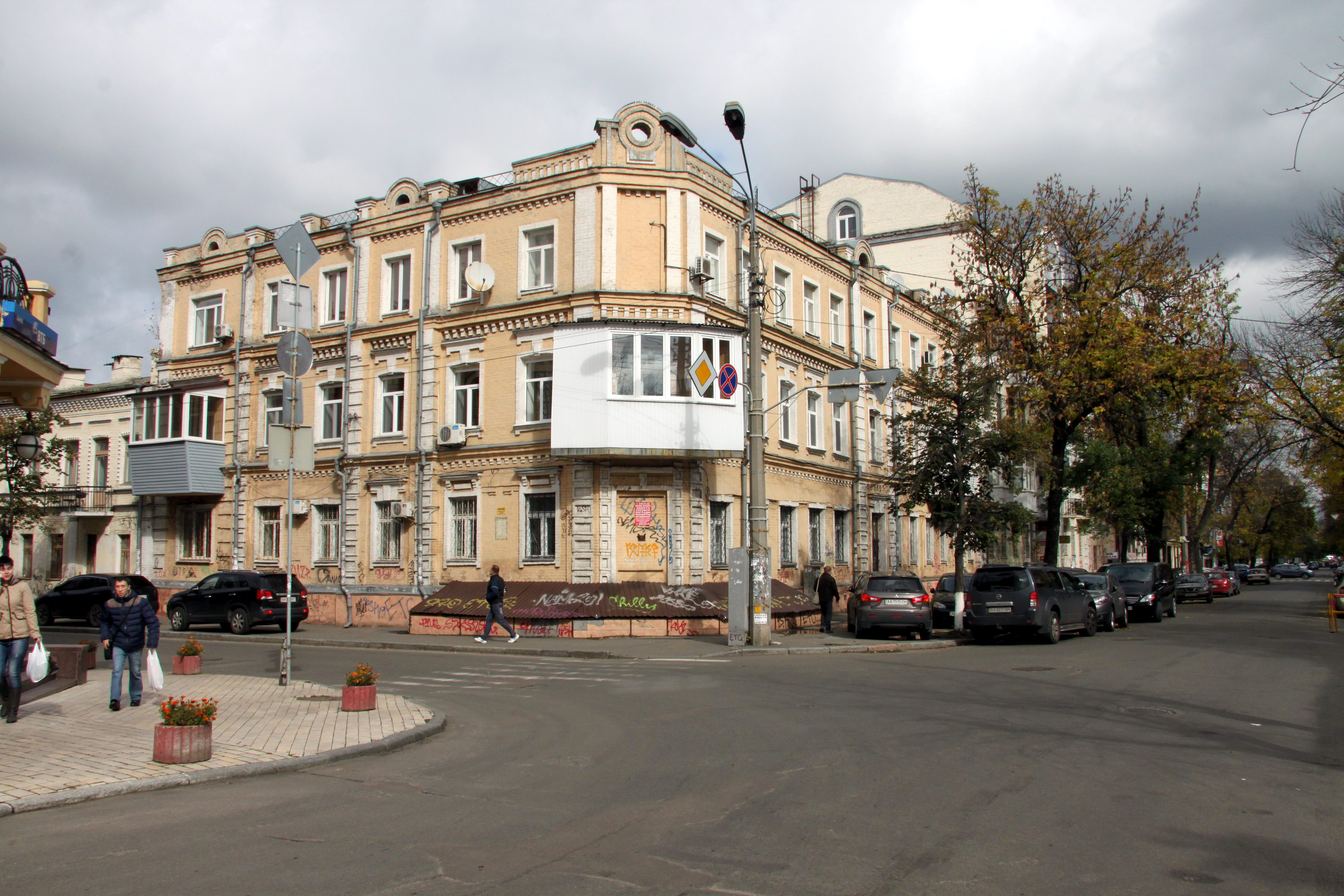
Прибутковий будинок, № 2/9
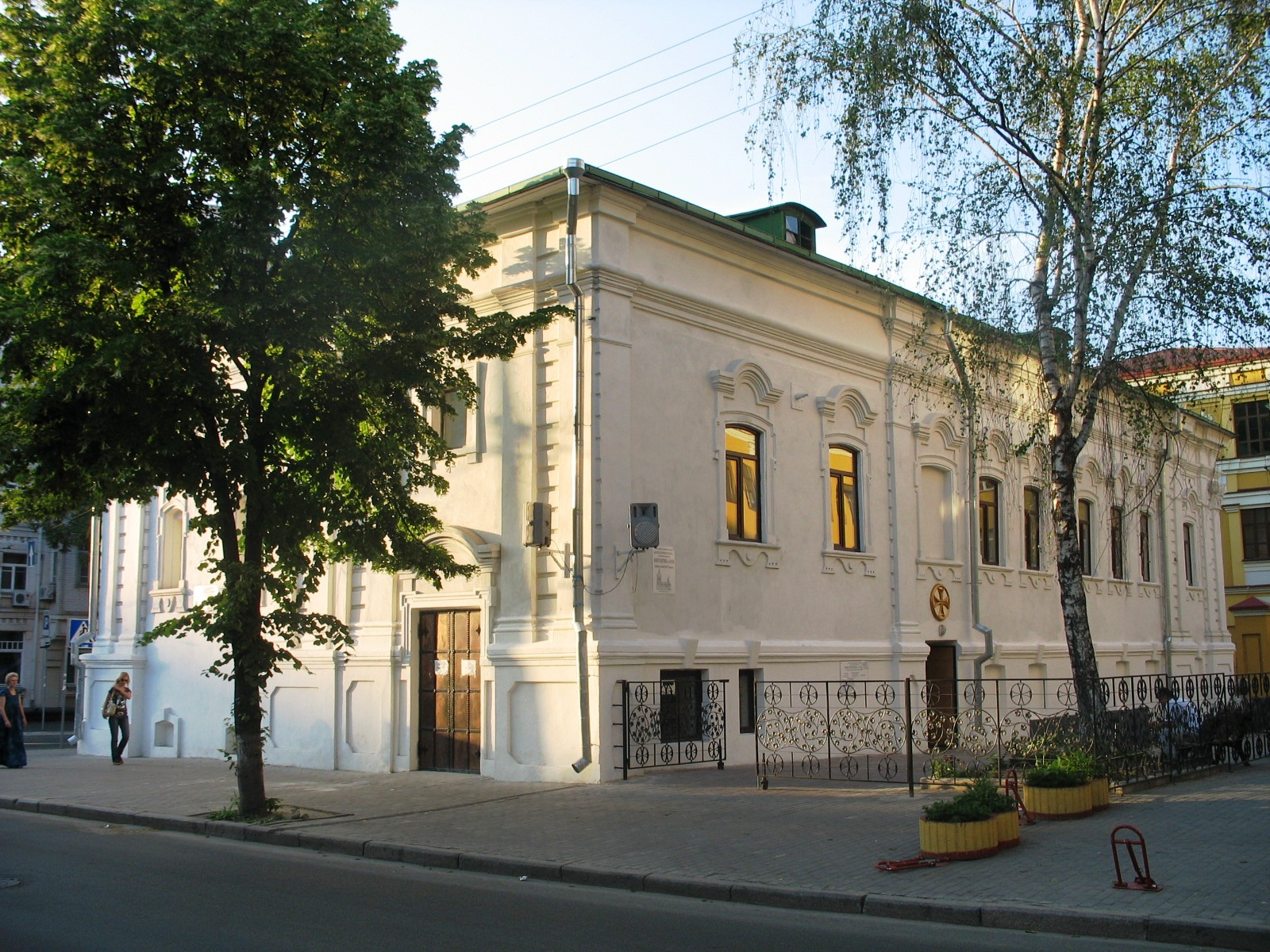
Дмитріївська церква (Костянтина та Олени), буд. № 8/6
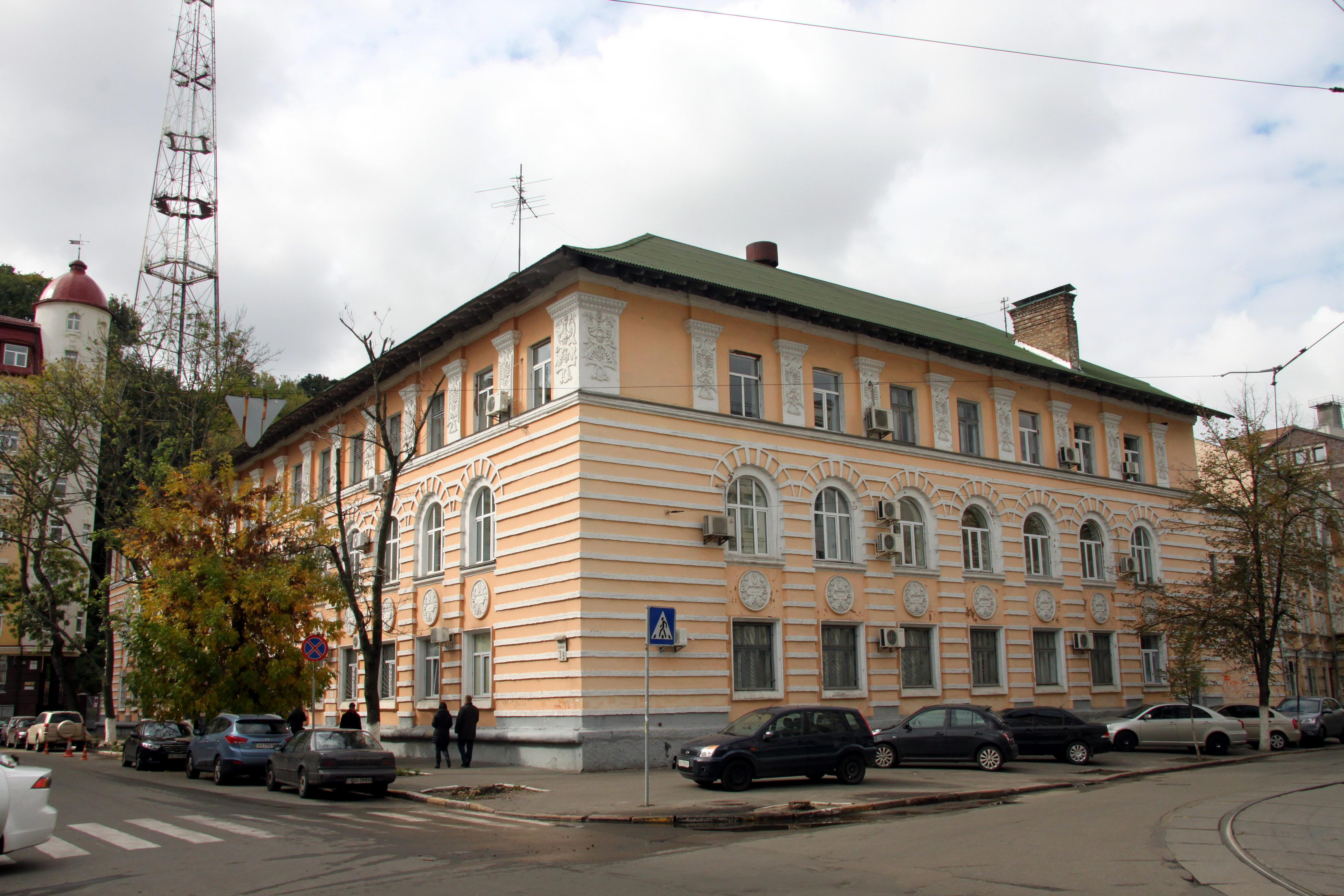
Печерне житло, буд. № 9/3
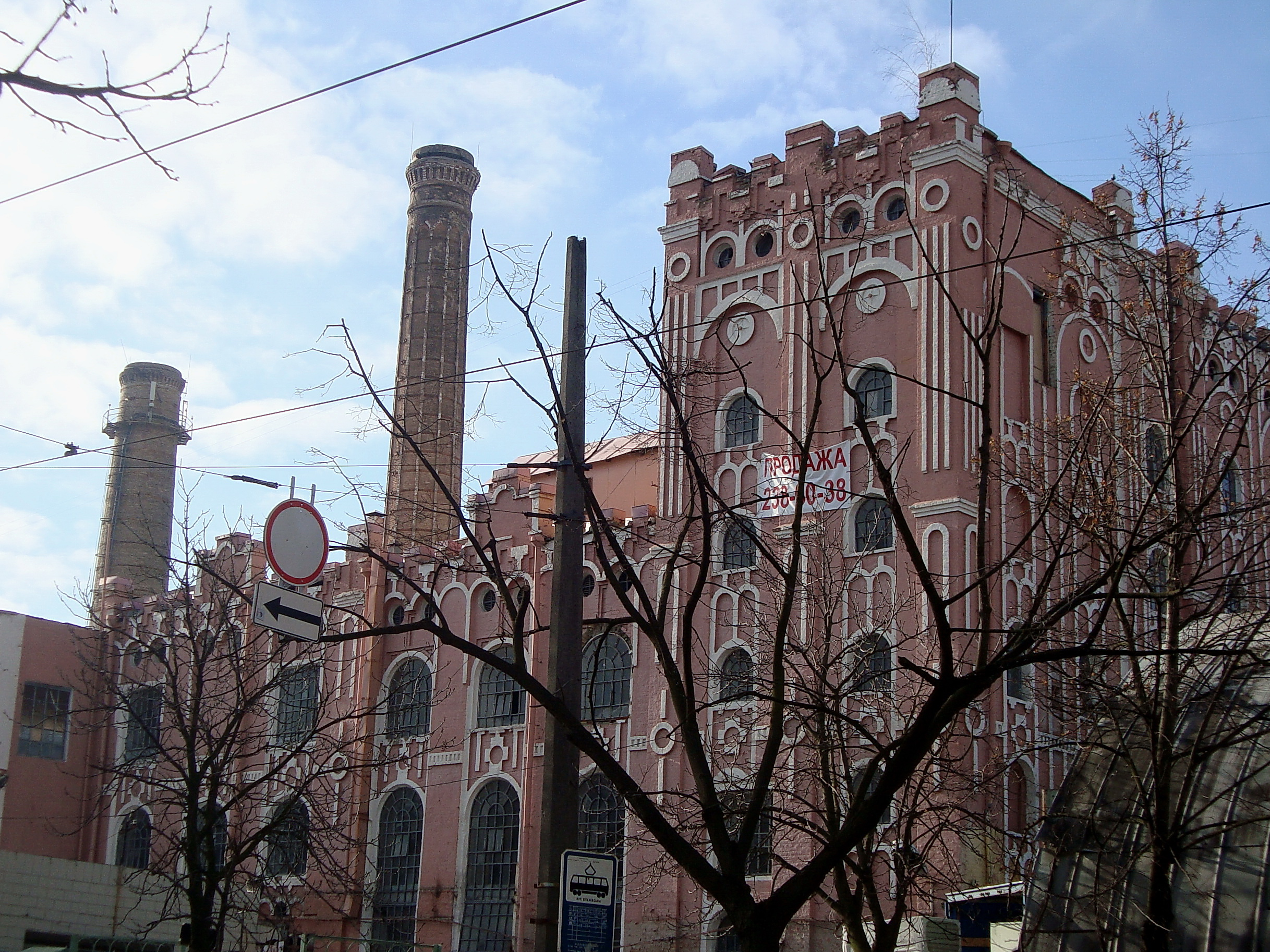
Пивоварний завод М. Ріхерта, буд. № 35
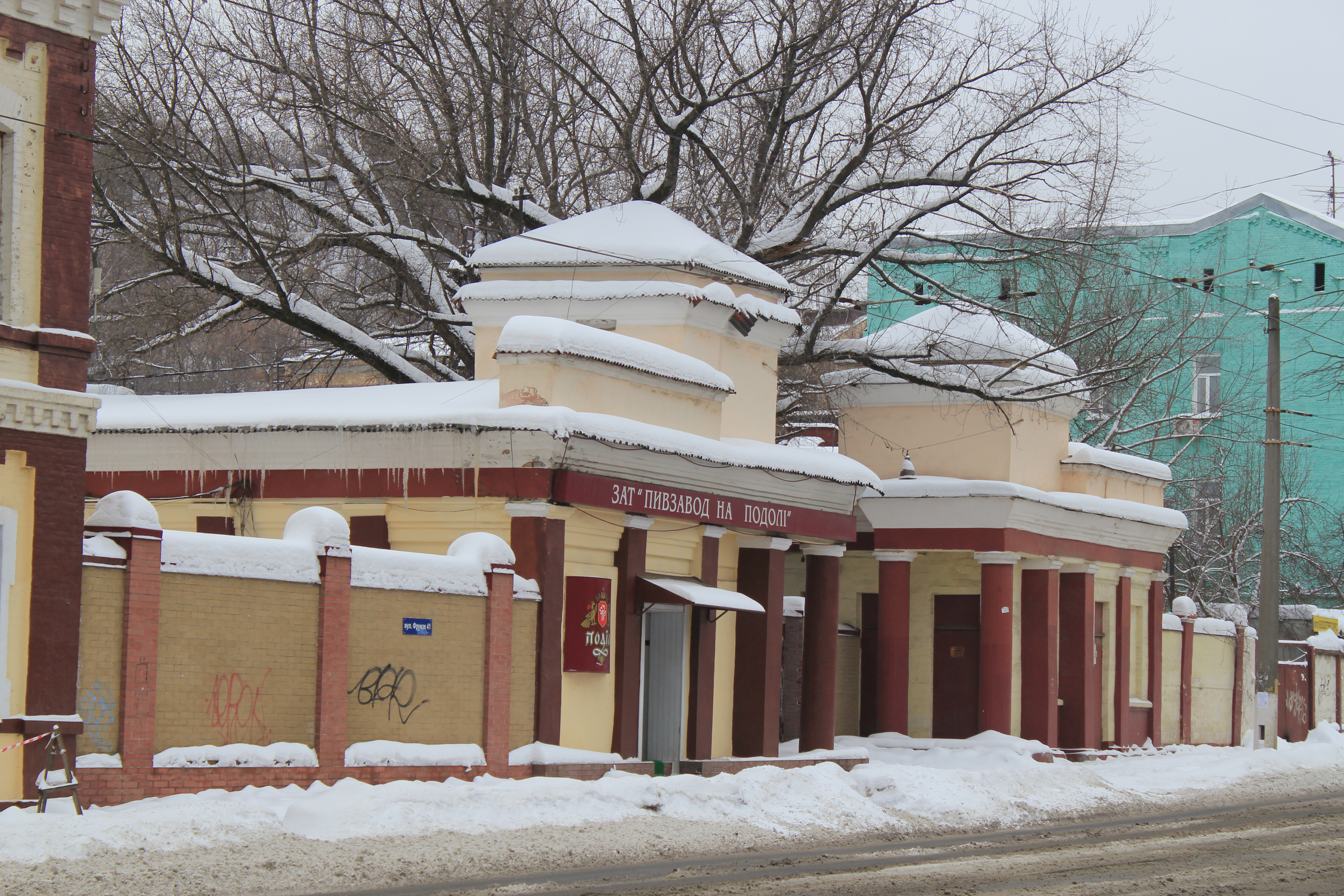
ЗАТ «Пивзавод на Подолі», буд. № 41
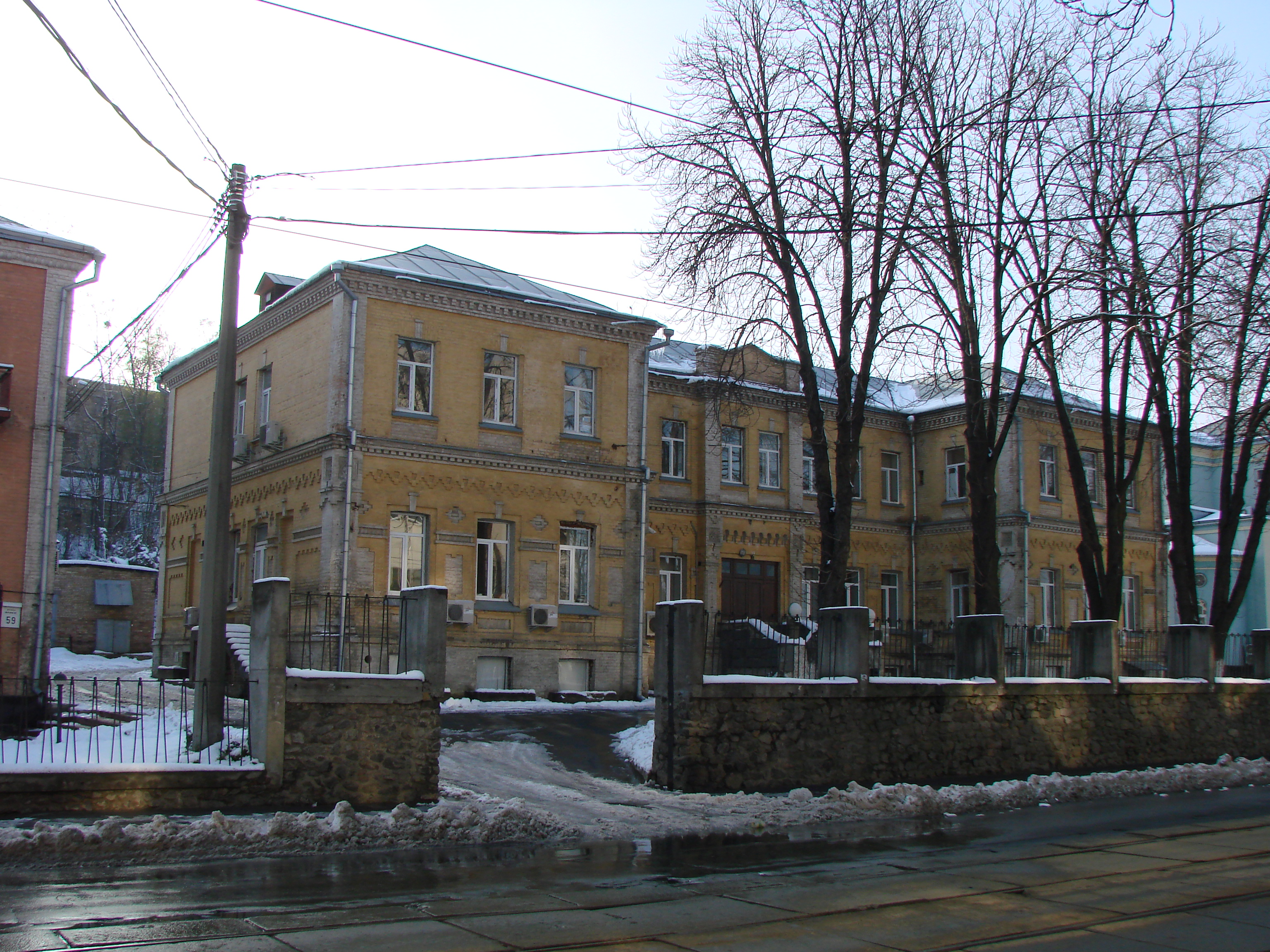
Головний корпус хірургічної лікарні І. та М. Зайцевих, буд. № 61
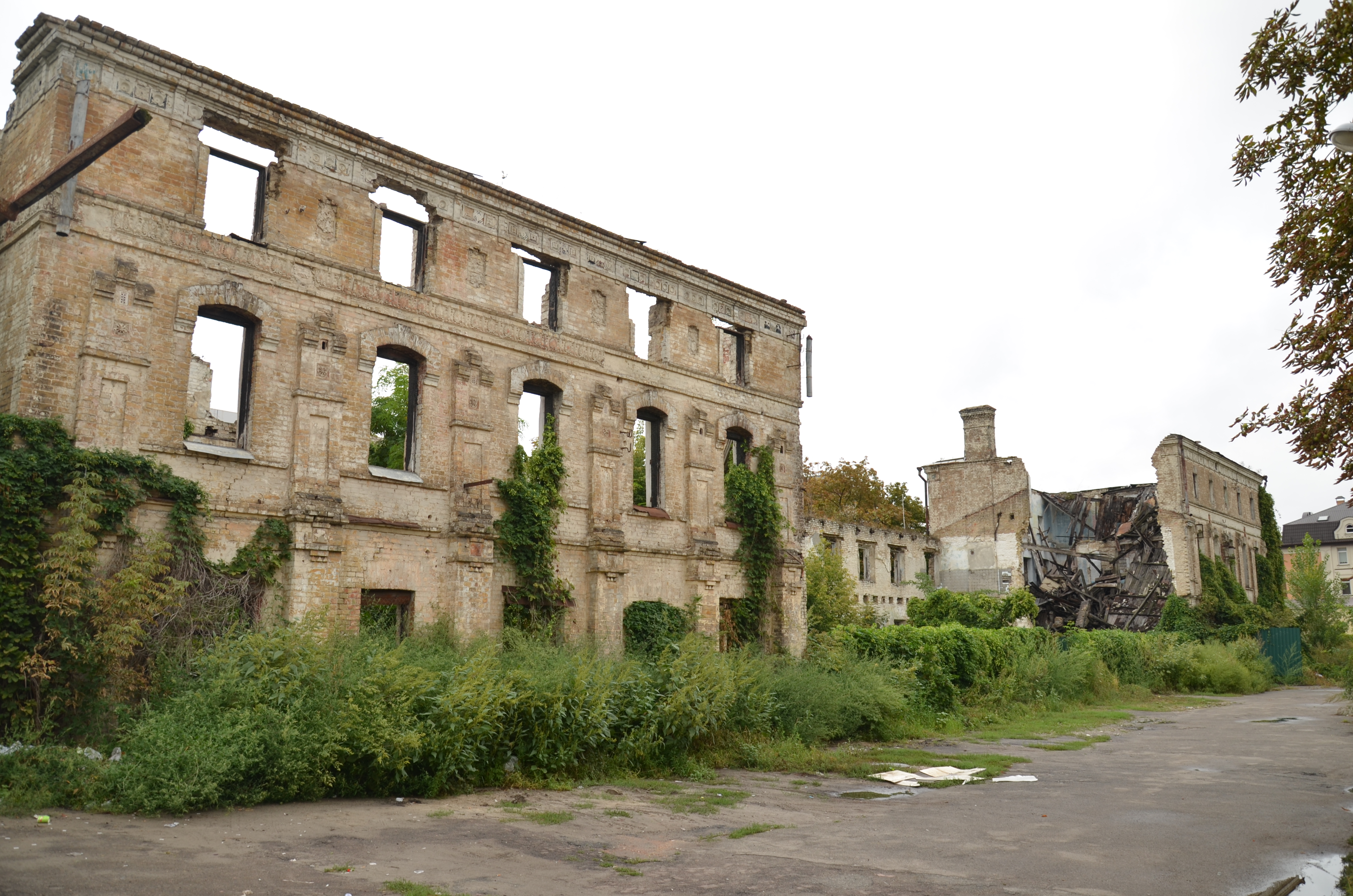
Будівля кахляного заводу І. А. Андржейовського, буд. № 64
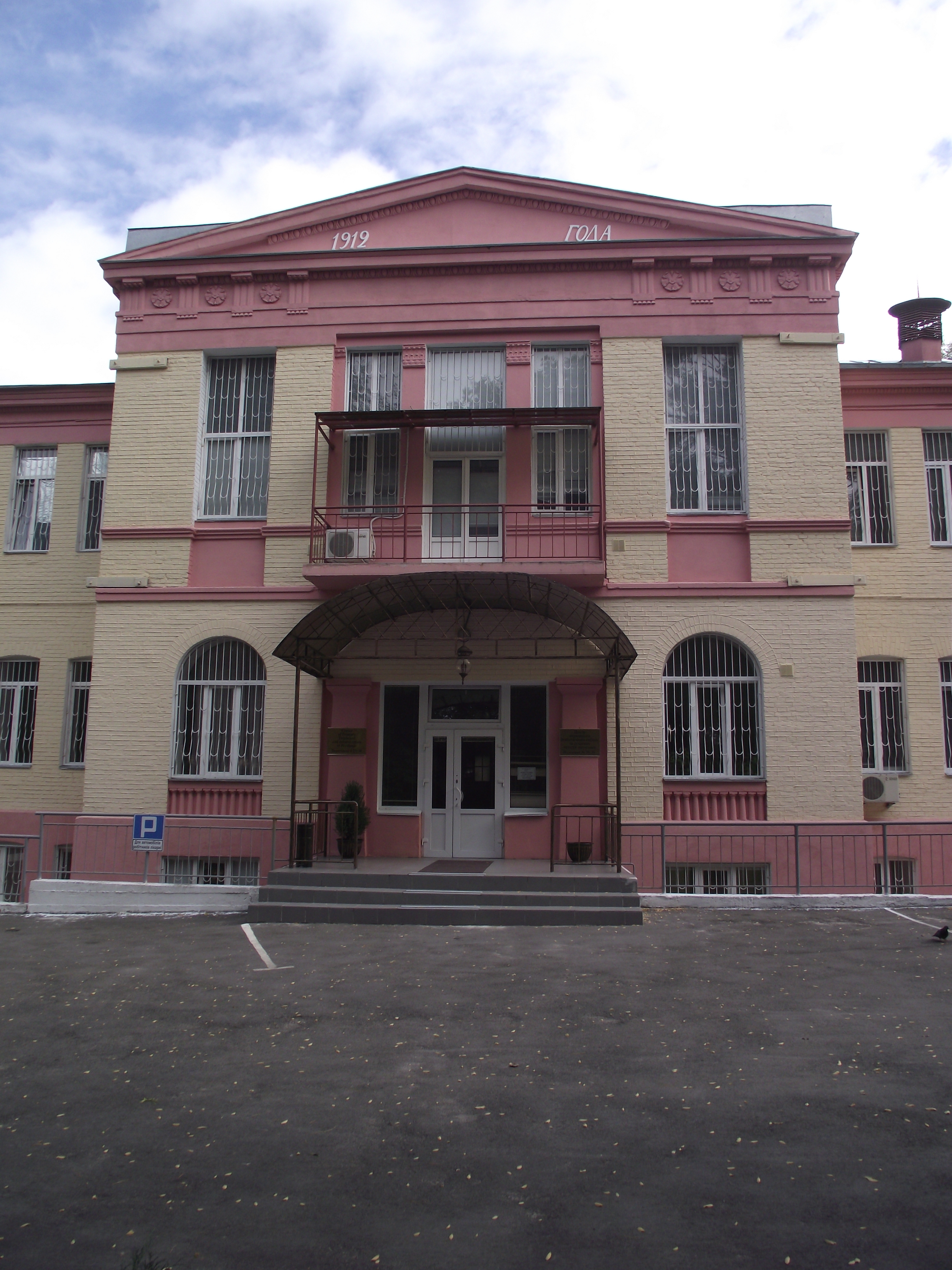
Акушерська клініка Жіночого медичного інституту, де працював В. П. Протопопов псіхіатр, академік, буд. № 103
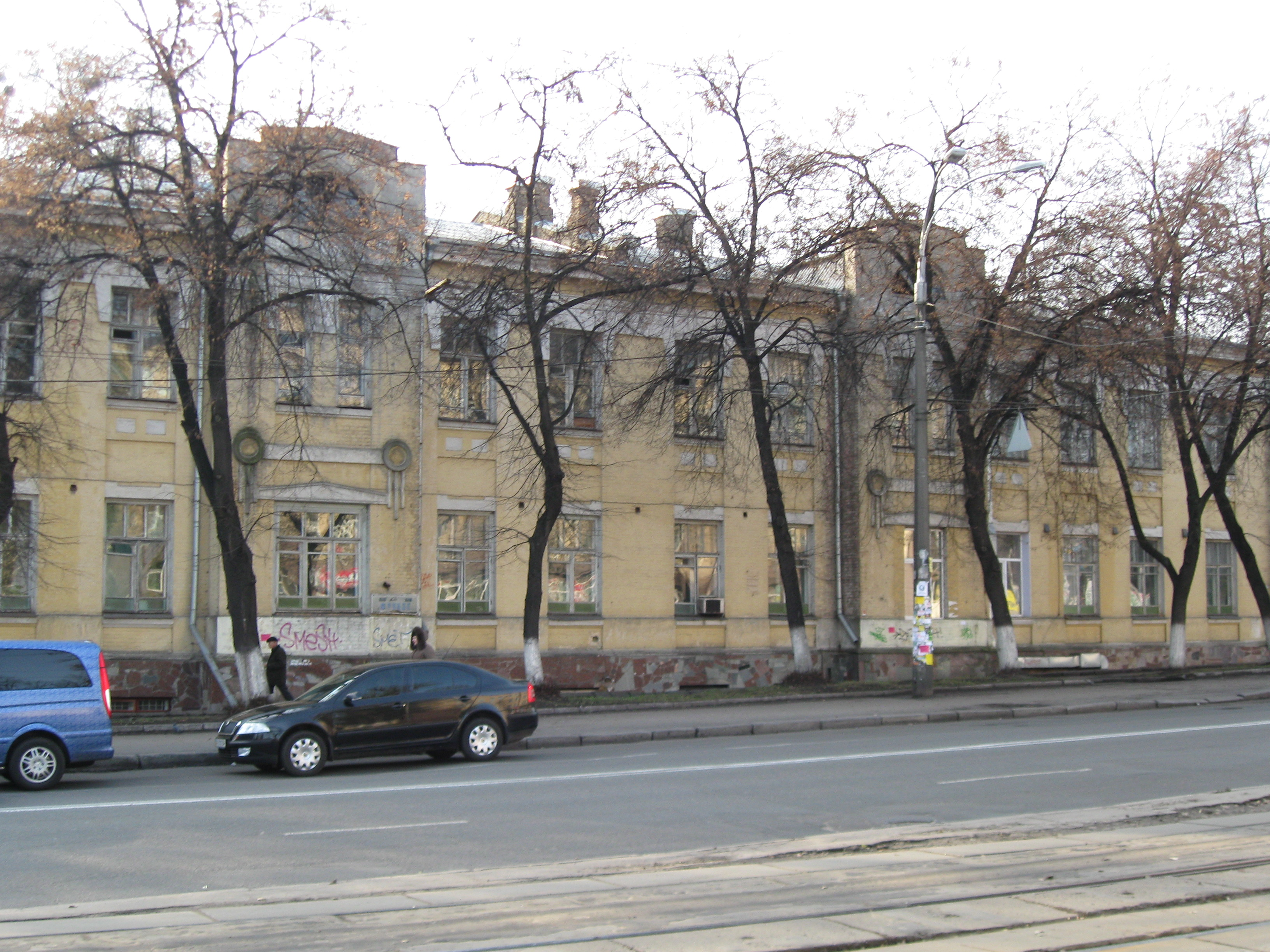
Будинок лікарні (кін. 19 - поч. 20 ст.), буд. № 107
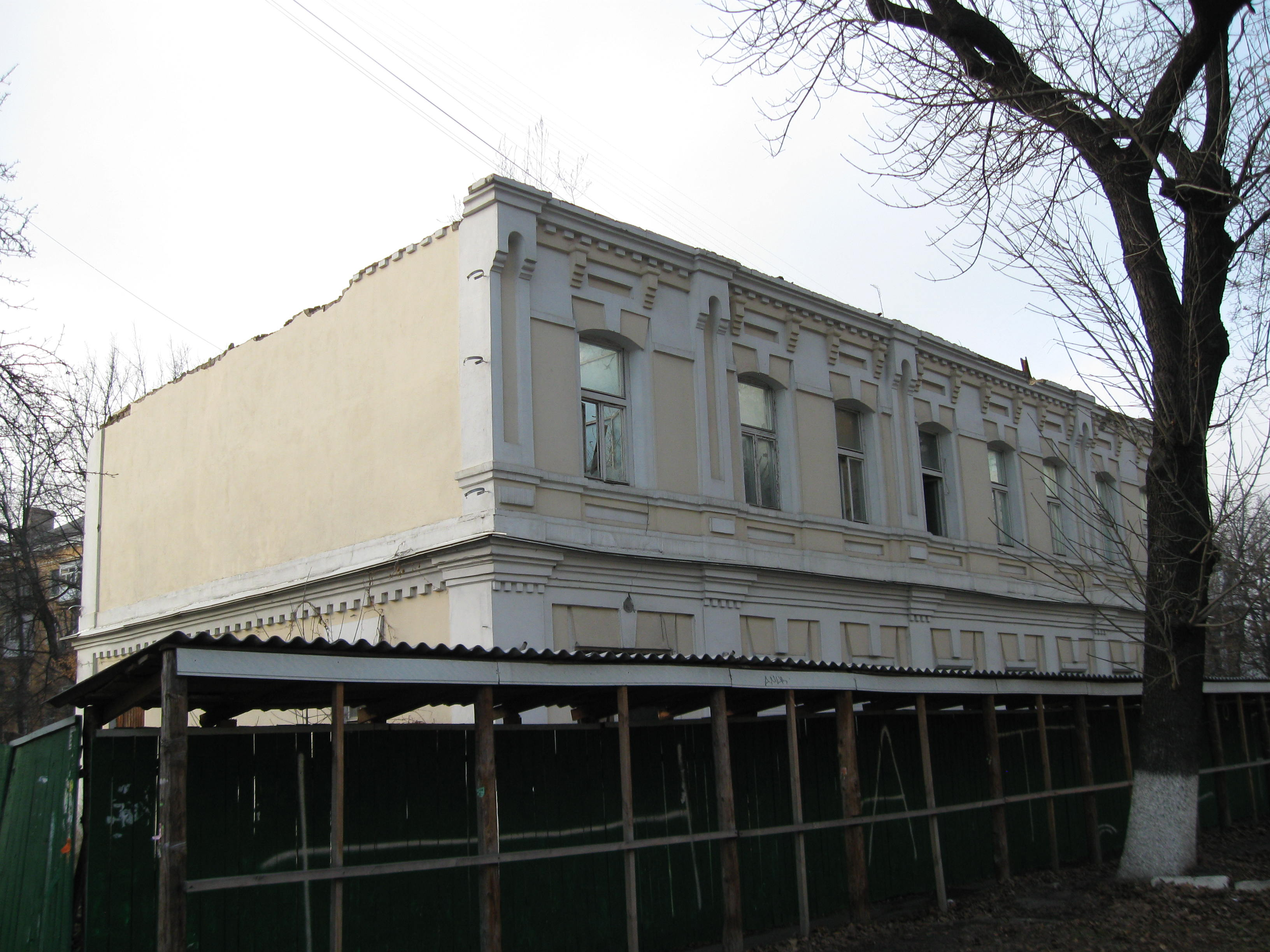
Будинок кінця 19 - поч. 20 ст., № 121-а (знесено у 2017 році)
Київська макаронна фабрика, буд. № 142
Панно на тему історії київської фотографії на фасаді буд. № 152
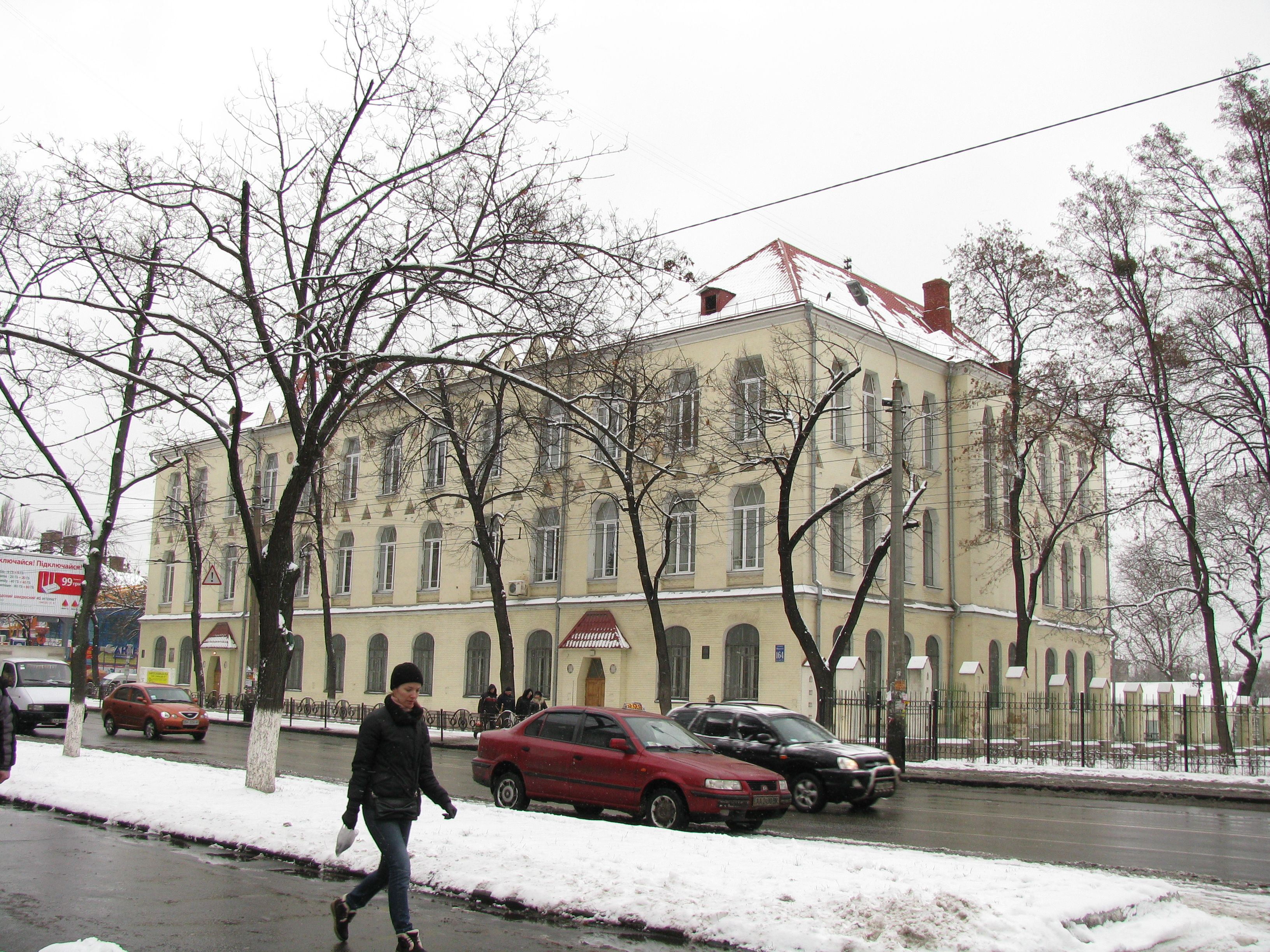
Пам'ятка архітектури - Комплекс училища ім. С.Грушевського, буд. № 164
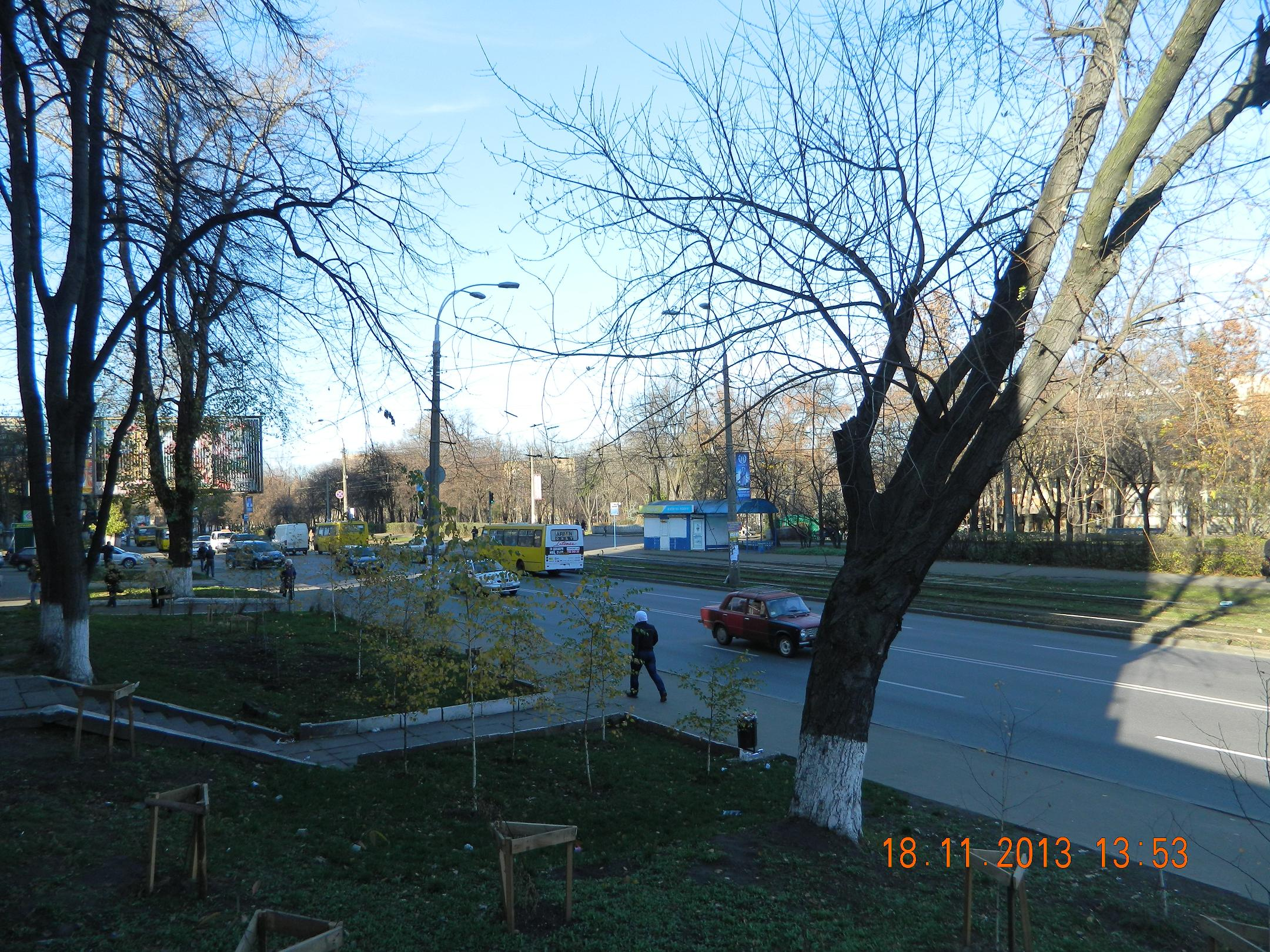
Кирилівська вулиця біля Куренівського парку
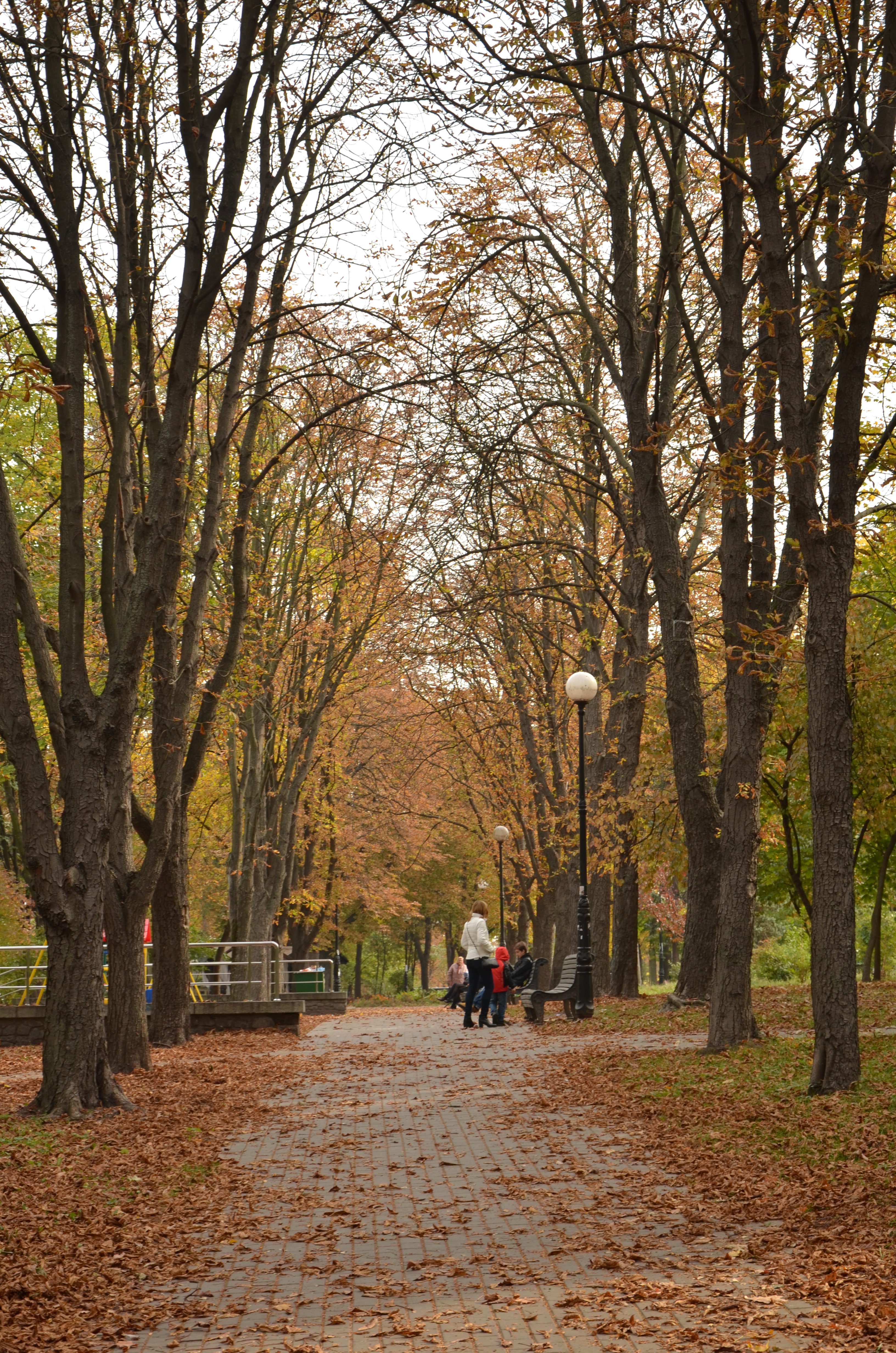
Куренівський парк